# Oftia
Oftija (lat. Oftia), biljni rod strupnikovki smješten u tribus Teedieae, dio potporodice Buddlejoideae.. Sastoji se od 3 vrste grmova i polugrmova iz južnoafričkih provincija Western, Eastern i Northern Cape . 

## Etimologija
Francuski botaničar Michel Adanson (1727. – 1806.) koji je ovaj rod imenovao nije otkrio porijeklo imena Oftia. Jackson sugerira da je Adanson možda imenovao rod po nekom prijatelju, M. Oftu, ali Charters nije pronašao dokaze ni za tu teoriju, 

## Opis
Opisan  je u Familles des Plantes 2: 199, 584. 1763. Tipična vrsta je Oftia africana (L.) Bocq.

## Vrste
1. Oftia africana (L.) Bocq. ex Baill.
2. Oftia glabra Compton
3. Oftia revoluta (E.Mey.) Bocq. ex Baill.